# Fort Meade (Maryland)
Fort Meade es un lugar designado por el censo ubicado en el condado de Anne Arundel en el estado estadounidense de Maryland. En el Censo de 2010 tenía una población de 9.327 habitantes y una densidad poblacional de 444,15 personas por km². El Fort George G. Meade está localizado en el lugar designado por el censo.

## Geografía
Fort Meade se encuentra ubicado en las coordenadas 39°6′36″N 76°44′41″O / 39.11000, -76.74472. Según la Oficina del Censo de los Estados Unidos, Fort Meade tiene una superficie total de 21 km², de la cual 20.97 km² corresponden a tierra firme y (0.15%) 0.03 km² es agua.

## Demografía
Según el censo de 2010, había 9.327 personas residiendo en Fort Meade. La densidad de población era de 444,15 hab./km². De los 9.327 habitantes, Fort Meade estaba compuesto por el 61.98% blancos, el 23.88% eran afroamericanos, el 0.65% eran amerindios, el 2.86% eran asiáticos, el 0.33% eran isleños del Pacífico, el 3.21% eran de otras razas y el 7.09% pertenecían a dos o más razas. Del total de la población el 12.64% eran hispanos o latinos de cualquier raza.

## Educación
Las Escuelas Públicas del Condado de Anne Arundel gestiona escuelas públicas. Fort Meade tiene las escuelas primarias Manor View Elementary School, Meade Heights Elementary School, Pershing Hill Elementary School, y la escuela West Meade Early Education Center (WMEEC). También tiene dos escuelas medias, MacArthur Middle School y Meade Middle School, y una escuela preparatoria, Meade High School.